# Piya Ka Ghar
Piya Ka Ghar è un film del 1972 diretto da Basu Chatterjee.